# Tadeusz Czyżewski
Tadeusz Czyżewski (ur. 27 sierpnia 1934 w Pawłowie, zm. 24 lutego 2014 w Ciechanowie) – polski działacz partyjny i samorządowy, w latach 1975–1980 prezydent Ciechanowa.

## Życiorys
Syn Tadeusza (1898-1965) i Ewy z Rygalskich (1898-1955). Od 1948 do 1956 członek Związku Młodzieży Polskiej, w tym od 1952 do 1953 instruktor zarządu powiatowego ZMP w Ciechanowie. W 1954 wstąpił do Polskiej Zjednoczonej Partii Robotniczej. Pomiędzy 1962 a 1975 kolejno zastępca kierownika, kierownik i dyrektor Wydziału Spraw Wewnętrznych Prezydium Powiatowej Rady Narodowej w Ciechanowie. Był także przewodniczącym Społecznego Komitetu Ochotniczej Rezerwy Milicji Obywatelskiej w Ciechanowie. Od 23 września 1975 do 16 grudnia 1980 prezydent tego miasta. Był członkiem egzekutywy Komitetu Miejskiego (1975–1981) i członkiem Komitetu Wojewódzkiego PZPR w Ciechanowie (1975–1981).